# Спартак (стадион, Владикавказ)

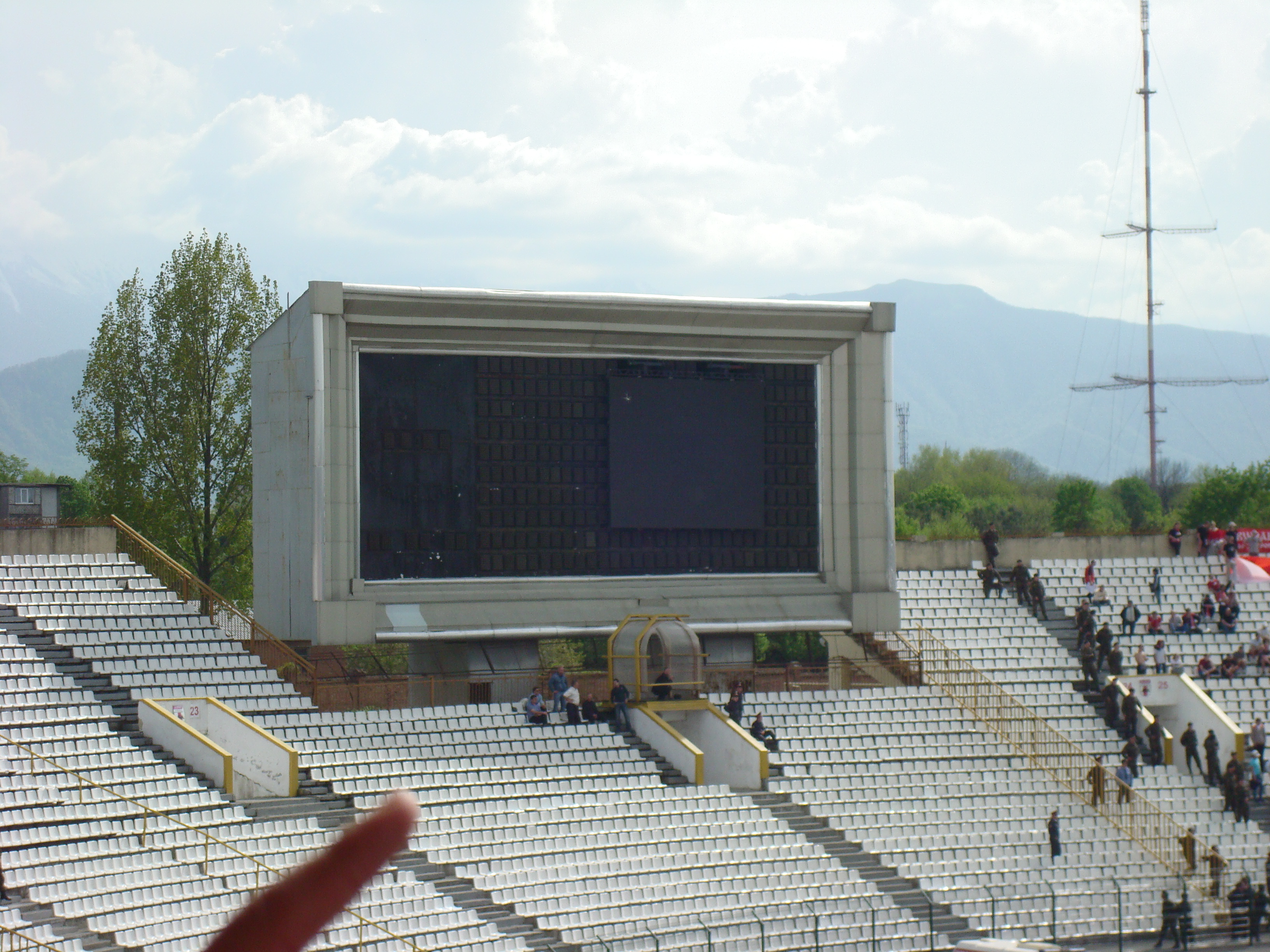
Табло стадиона (2010 год)

Республиканский стадион «Спарта́к» — футбольный стадион во Владикавказе, домашний стадион футбольного клуба «Алания». Вместимость — 32 464 зрителя, построен в 1962 году.
Поле стадиона имеет естественное травяное покрытие, последний капитальный ремонт поля производился в июне 2004 года. Здесь «Алания» завоевала чемпионство 1995 года и серебряные медали 1992 и 1996 годов.

## История
Стадион сооружён в 1960—1962 годах по проекту архитектора Тамары Бутаевой. Первоначально вмещал около 18 000 зрителей.
В 1962—1991 годах «Спартак» (Орджоникидзе), позднее ставший «Аланией», проводил на стадионе матчи чемпионата СССР.
В 1970 г. после выхода команды Спартак (Орджоникидзе) в высшую лигу чемпионата СССР была проведена первая реконструкция: достроен верхний ярус Восточной трибуны, вместимость составила около 25 000 мест.
В 1991—1993 гг. после выхода клуба Спартак (Владикавказ) в высшую лигу чемпионата СССР / России была проведена вторая реконструкция: достроены верхние ярусы Северной и Южной трибуны, установлена крыша над верхним ярусом Восточной трибуны, вместимость превысила 30 000 мест.
В преддверии дебюта в Лиге чемпионов 1996/97 стадион пережил ещё одну реконструкцию: поле впервые в России обзавелось системой искусственного подогрева, увеличено количество прожекторов освещения, установлены пластиковые сиденья. Определилась точная вместимость арены: 32 464 места.
В 1994—1996 годах на стадионе проводились матчи Кубка президента Северной Осетии. В рамках этого коммерческого турнира во Владикавказ приезжали такие клубы, как «Дженоа» (Генуя, Италия), «Боавишта» (Порту, Португалия), «Овьедо» (Испания), «Мехелен» (Бельгия), «Атлетико» (Мадрид, Испания), «Васку да Гама» (Рио-де-Жанейро, Бразилия), «Валенсия» (Испания), «Осер» (Франция), «Ботафого» (Рио-де-Жанейро, Бразилия).
В 2007 году ЦСКА под руководством Газзаева провёл на стадионе два матча: один в Кубке УЕФА против «Маккаби» Хайфа, другой в Кубке России против «Крыльев Советов»; оба матча завершились 0:0. В связи с проведением этих двух матчей было установлено новое цветное табло, отремонтированы две боковые трибуны, отлажена осветительная и звуковая системы.
В 2010 году проведён ремонт стадиона. Уложен новый современный газон, боковые трибуны снова открыты для болельщиков, установлено новое табло, сидения и ограждающая сетка. Открыт новый пресс-центр.
В марте 2011 года президент ФК «Алания» Валерий Газзаев заявил, что в планах клуба — строительство новой домашней арены на 37 000 посадочных мест. Новый стадион планировалось построить в течение 3 лет. Однако новый стадион так и остался на стадии проекта.
К 2019 году часть трибун пришла в аварийное состояние, вследствие чего верхние сектора были недоступны для посещения.
В июне 2020 года стартовала реконструкция стадиона в рамках государственной программы «Развитие физической культуры и спорта». На эти цели в 2020 году из федерального бюджета выделено 550 млн рублей, в 2021 направят 1 млрд 128 млн рублей. Предположительно реконструкция должна была продлиться до декабря 2021 года. По предварительным данным (в конце июня 2020 года) пресс-службой министерства строительства и архитектуры Северной Осетии заявлялось о вместимости обновлённой арены в 15—17 тысяч, через месяц министром физической культуры и спорта республики Аланом Хугаевым было объявлено, что стадион будет вмещать более 30 тысяч зрителей.
В июне 2020 начались работы по демонтажу Восточной, Южной и Северной трибун. В сезоне 2020/21 стадион продолжал принимать футбольные матчи, но для зрителей была доступна только Западная трибуна. В июне 2021 начались работы по демонтажу Западной трибуны и устройству фундамента Восточной трибуны.
С сезоне 2021/22 «Алания» стала проводить домашние матчи в Грозном (стадион имени Султана Билимханова, «Ахмат Арена»).
По состоянию на декабрь 2021 года был завершён демонтаж Западной трибуны. На Восточной трибуне были закончены работы по заливке фундамента и возведению несущих конструкций цокольного этажа. В апреле 2022 года начались земляные работы на Западной трибуне.
К 2023 году работы не были завершены, министром физической культуры и спорта республики Сосланом Кочиевым было заявлено об окончании реконструкции стадиона в 2024 году. Согласно проекту вместимость стадиона должна составить 14,9 тысячи зрителей.
На территории стадиона имеется запасное поле (трибуны по разным данным вмещают от 1 до 2 тыс. зрителей).

## Значимые матчи
Еврокубки
Стадион неоднократно принимал матчи еврокубков. «Алания» в 9 матчах одержала 3 победы, 2 раза сыграла вничью и 4 раза проиграла. В 2007 году состоялся матч Кубка УЕФА ЦСКА — Маккаби.
| Сезон   | Дата             | Турнир              | Раунд                  | Хозяева        | Счёт | Гости                  | Зрители |
| ------- | ---------------- | ------------------- | ---------------------- | -------------- | ---- | ---------------------- | ------- |
| 1993/94 | 28 сентября 1993 | Кубок УЕФА          | Первый раунд           | Спартак        | 0:1  | Боруссия (Дортмунд)    | 35 000  |
| 1995/96 | 12 сентября 1995 | Кубок УЕФА          | Первый раунд           | Спартак-Алания | 1:2  | Ливерпуль              | 43 000  |
| 1996/97 | 21 августа 1996  | Лига чемпионов УЕФА | Квалификационный раунд | Алания         | 2:7  | Рейнджерс (Глазго)     | 37 000  |
| 1996/97 | 10 сентября 1996 | Кубок УЕФА          | Первый раунд           | Алания         | 2:1  | Андерлехт (Брюссель)   | 35 000  |
| 1997/98 | 12 августа 1997  | Кубок УЕФА          | Отборочный раунд       | Алания         | 2:1  | Днепр (Днепропетровск) | 32 000  |
| 1997/98 | 30 сентября 1997 | Кубок УЕФА          | Первый раунд           | Алания         | 1:1  | МТК (Будапешт)         | 31 000  |
| 2000/01 | 14 сентября 2000 | Кубок УЕФА          | Первый раунд           | Алания         | 0:3  | Амика (Вронки)         | 23 000  |
| 2006/07 | 14 февраля 2007  | Кубок УЕФА          | 1/16 финала            | ЦСКА (Москва)  | 0:0  | Маккаби (Хайфа)        | 18 100  |
| 2011/12 | 28 июля 2011     | Лига Европы УЕФА    | 3 раунд                | Алания         | 1:1  | Актобе                 | 23 000  |
| 2011/12 | 25 августа 2011  | Лига Европы УЕФА    | 4 раунд                | Алания         | 2:0  | Бешикташ (Стамбул)     | 10 000  |

Коммерческие турниры
Кубок Президента республики Северная Осетия-Алания — футбольный турнир в честь первых выборов президента РСО-Алания, который проходил ежегодно с 1994 по 1996 года.

## Основные характеристики стадиона
Трибуны
- Вмещает всего: 32 464
  - Западная трибуна: 3 661
  - Восточная трибуна: 13 822
  - Северная трибуна: 7 871
  - Южная трибуна: 7 110
  - Ложа прессы: 80
  - Гостевой сектор: 300
  - Количество ТВ позиций: 5
  - Количество комментаторских кабинок: 10

Поле
- Размеры, метров: 104х70
- Газон: Motomatic AG (Switzerland)
- Последний капремонт: июль 2004

Осветительная система
- 4 мачты по 35 прожекторов (35 х 3,5 кВт)
- 57 прожекторов расположенных по периметру (57 х 1 кВт)
- Освещённость, люкс: 1200
- Производитель: Тернопольский завод «Луч» (Украина)

Акустическая система
- Производитель: ARIS Pro (Япония)
- Мощность, кВт: 5

Табло
- Электронное, цветное